# Sandrinho
Sandrinho, pseudonimo di Sandro Teixeira Falcetta (San Paolo, 15 giugno 1973), è un ex giocatore di calcio a 5 brasiliano, campione del mondo con la nazionale brasiliana nel 1996.

## Carriera
Utilizzato nel ruolo di esterno, Sandrinho ha partecipato alla spedizione brasiliana al FIFA Futsal World Championship 1996 in Spagna dove i verdeoro si sono laureati Campioni del Mondo per la quinta volta. Si tratta dell'unico campionato del mondo disputato dal nazionale verdeoro.
A livello di club, è giunto in Italia a partire dalla stagione 2002-2003 quando ha vinto lo scudetto con il Prato. Dopo un'altra mezza stagione con i lanieri, con cui ha vinto una supercoppa, si è trasferito all'Arzignano con cui ha vinto uno scudetto e l'anno successivo, una supercoppa italiana.
L'anno successivo passa alla Roma Futsal dove però non riesce ad esprimere il suo potenziale.
La stagione successiva si trasferisce alla Luparense con cui vince lo scudetto 2006-2007 e anche il titolo di capocannoniere. Nell'anno successivo ritorna al Grifo con cui perde la finale scudetto proprio contro la Luparense. Dal dicembre del 2008 ritorna alla Luparense, con cui vince il suo quarto scudetto.
Nell'estate del 2009 si trasferisce al Napoli Vesevo con cui arriva a disputare un'inaspettata finale di Coppa Italia. Nell'autunno del 2010 torna per la terza volta ad Arzignano fino all'apertura del mercato e successivamente anche alla Luparense. Nel settembre del 2011 si trasferisce al Real Rieti dove ritrova David Ceppi, suo allenatore ai tempi della Roma, ma dopo appena pochi mesi le condizioni fisiche non perfette del giocatore convincono le parti alla rescissione consensuale.

## Palmarès

### Club
- Campionato italiano: 4

Prato: 2002-2003
Arzignano: 2003-2004
Luparense: 2006-2007, 2008-2009
- Supercoppa italiana: 2

Prato: 2003
Arzignano: 2004

### Nazionale
- Campionato mondiale: 1

Spagna 1996
- Coppa America: 3

San Paolo 1995, Rio de Janeiro 1996, São Leopoldo 1997

### Individuale
- Capocannoniere della Serie A: 1

2006-2007